# 哈薩克流行音樂
哈薩克流行音樂（英語：Qazaq pop，又稱q-pop）是源於哈薩克斯坦的音樂流派 ，是以哈萨克语演唱的现代形式的哈萨克音乐。它融合了西方流行音樂，哈萨克斯坦嘻哈、電子舞曲、R&B以及托宴音乐，並受到韓國流行音樂強烈影響。2015年，第一支Q-pop樂隊“91”的出道标志着哈萨克流行音乐的出现。此后，随着越来越多的Q-pop艺人的出现和首演，这一流派在哈萨克斯坦年轻人中越来越受欢迎。